# Anne Brontë
Anne Brontë (Thornton, Yorkshire del Oeste; 17 de enero de 1820 - Scarborough, 28 de mayo de 1849) fue una novelista y poetisa británica, la más joven de la familia Brontë, autora de dos novelas que hoy son clásicas de la literatura inglesa: Agnes Grey y La inquilina de Wildfell Hall.

## Biografía

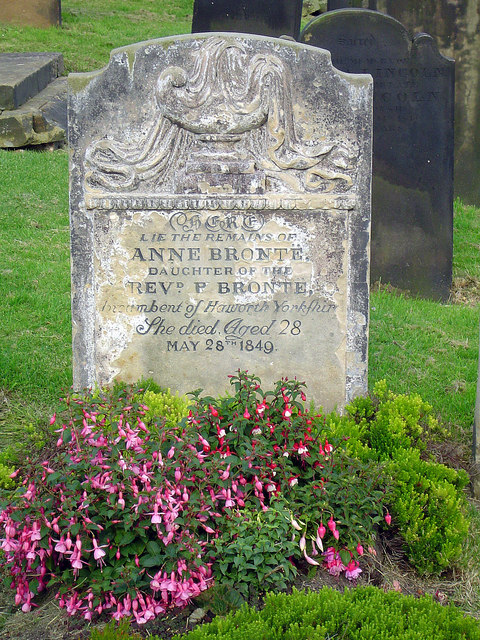
Tumba de Brontë en Scarborough. La inscripción contiene un error: Anne Brontë murió a los 29 años.

Anne nació en el pueblo de Thornton, Yorkshire, siendo la más pequeña de seis hermanos y hermanas, en una de las familias literarias más famosas del Reino Unido, la familia Brontë. Fue bautizada el 25 de mayo de 1820. Su madre, María Brontë, murió un año después del nacimiento de Anne.
Su familia se mudó posteriormente a Haworth, donde su padre, Patrick Brontë, había sido nombrado vicario perpetuo. En su primera infancia, sus dos hermanas mayores, María y Elizabeth, murieron de tuberculosis (se ha escrito mucho sobre la influencia de estas muertes en los niños y sus futuros escritos).
A partir de 1832, Charlotte Brontë se dedicó a criar a su hermana menor. Debido a su delicada salud, Anne fue criada y educada en casa, y únicamente desde octubre de 1835 a diciembre de 1837 asistió a una escuela para niñas en Roe Head, cerca de Mirfield, donde su hermana Charlotte trabajaba como maestra.
Desde el 8 de abril de 1839 hasta finales del mismo año, Anne trabajó como institutriz para la familia Ingham en Blake Hall, Mirfield. Las vivencias de su primer trabajo y las condiciones que tuvo allí fueron reflejadas en su primera novela, Agnes Grey.
Anne, posteriormente, fue la institutriz de los Robinson en Thorp Green Hall, cerca de York, contratada en enero de 1843 como tutora de un joven llamado Edmund. En junio dejó el cargo y, un mes más tarde, Branwell fue enviado allí, en donde chocó con el señor Robinson, quien lo acusó de tener una aventura con su esposa, y prometió destrozarlo. 
Hasta su muerte se dedicó a escribir y dibujar. Tras la muerte de su hermano el 24 de septiembre de 1848 y la de su hermana Emily el 19 de diciembre del mismo año, su salud se deterioró notablemente. Incluso un viaje a Scarborough en mayo de 1849 no pudo detener la tuberculosis. Anne Brontë murió allí el 28 de mayo de 1849 y fue enterrada el 30 de mayo de 1849 en el cementerio de Santa María en Castle Hill.

## Antecedentes literarios

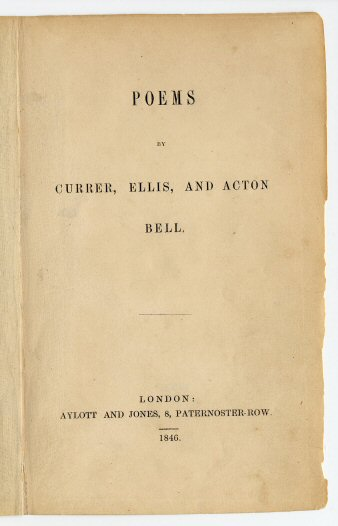
La publicación en 1846 de los poemas de las hermanas Brontë bajo sus pseudónimos de Currer (Charlotte), Ellis (Emily) y Acton Bell (Anne).

#### Gondalcreado por Emily y Anne
El mundo imaginario de Glass Town, creado por los hermanos Brontë se ve alterado por la partida de Charlotte para Roe Head; a partir de ese momento Emily y Anne, a menudo calificadas como "gemelas", por su proximidad, marcan su independencia frente a frente de Branwell y realizan la secesión de Glass Town, creando Gondal, una gran isla al norte del Pacífico que coloniza Gaaldine que se encuentra más al sur y tiene un clima más clemente.
Emily es la inspiración para este nuevo mundo dirigido por una mujer, donde ella se convierte en la guardiana. Cada una escribía sus poemas libremente dentro del marco definido, pero informando a las otras de sus proyectos.
Los pocos restos que quedan del ciclo de Gondal hacen difícil su análisis, Emily probablemente destruyó los libros acerca de este lugar, a excepción de los poemas que había grabado en secreto, pero que no tienen referencias al reino. Algunos de los poemas de Gondal son el germen de los personajes de La inquilina de Wildfell Hall

#### El realismo y la moral de Anne
En el caso de Anne Brontë, las influencias en Agnes Grey y La inquilina de Wildfell Hall son menos claras que en las obras de sus hermanas. Funciona en gran medida sobre la base de su experiencia como institutriz, que refleja la creencia, heredada del señor Brontë y su enseñanza de la Biblia, según la cual un libro tiene que construir una lección moral. Este sentido del deber, la obligación de atestiguar, son más evidentes en La inquilina de Wildfell Hall, que escribió tras la muerte de Branwel.
En el trabajo de Anne, sin embargo, se observa la influencia de las novelas góticas de Ann Radcliffe, Horace Walpole, Matthew "Monk" Lewis y Charles Maturin, como también de Walter Scott, no sería por las extraordinarias tribulaciones de la heroína, sola y abandonada, se torna sumisa. La diferencia es que ella se resiste, no por los dones sobrenaturales, renuncia debido a la fuerza de su temperamento.

#### Tres "Bell" en masculino

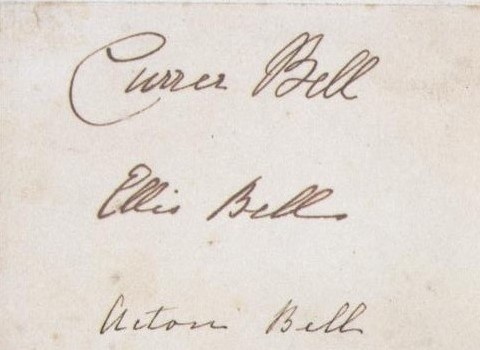
La única muestra de las firmas individuales de "Currer, Ellis y Acton Bell", los alias de las hermanas Brontë.

De lo que Emily debía estar convencida, es que sus poemas merecían publicarse. Charlotte considera la posibilidad de una publicación conjunta de las tres. Anne va a ganar fácilmente en el proyecto, tan pronto como se copie. Una vez seleccionados los manuscritos, veintiuno de ellos pertenecen a Anne, en cuanto a Emily tendría diecinueve, Charlotte va en busca de un editor; ella toma el consejo de William y Robert Chambers de Edimburgo, responsables de una de sus revistas favoritas, el "Chambers's Edinburgh Journal", quiénes le recomiendan (esto se considera admitido, pero sin prueba documental) a, Aylott & Jones, una pequeña editorial, de Paternoster Row 8, Londres. Estos aceptan, pero bajo riesgo del autor ya que, su riesgo comercial parece ser alto. El libro se publica en 1846 bajo pseudónimos masculinos. Charlotte es Currer, Emily es Ellis y Anne es Acton, nombres inusuales pero que contienen las iniciales de cada una. El apellido elegido después de varios intentos será Bell, probablemente inspirado por el vicario Arthur Bell Nicholls, en funciones desde el 18 de mayo de 1845, mientras que avanzaba el proyecto de publicación.

## Novelas

### Agnes Grey
Jane Eyre, de Charlotte, Cumbres Borrascosas, de Emily y Agnes Grey, de Anne, aparecieron en 1847, bajo sus pseudónimos utilizando el apellido Bell. Las novelas obtienen una gran atención. En la obra de Emily, Cumbres Borrascosas, le critican la originalidad fundamental del tema y del relato, también se indignan por la violencia y la aparente inmoralidad, indicando que seguramente la escribió un hombre sin fe ni ley, La reacción del público es bastante neutral respecto de Agnes Grey, pero más halagadora, aunque algunos lo critican como un libro "totalmente desagradable" (thoroughly unpleasant), "un ataque a la moral y a las buenas costumbres" emanado de "un depravado". Por su parte Jane Eyre pronto conocería un gran éxito.
La obra de su hermana Charlotte, Jane Eyre, obtiene una gran fama. En julio de 1848, Charlotte se decide a romper el anonimato, y tanto ella como Anne (Emily se rehúsa a seguirlas) van a Londres para probar en Smith, Elder & Co. donde cada hermana será un escritor independiente, Thomas Cautley Newby, el editor de Cumbres Borrascosas y Agnes Grey que ha difundido el rumor de que las tres novelas fueron el trabajo de la misma persona, entendiendo por este a Ellis Bell (Emily). George Smith fue extremadamente sorprendido al encontrarse frente a dos mujeres jóvenes que dejan, los pésimos vestidos provinciales prestados, siendo paralizado por el miedo, que, para identificarse, dirige sus cartas a los Messrs. Acton, Currer y Ellis Bell, se recupera de su sorpresa, y al momento este las recibe con su madre, con todas las consideraciones debidas a su talento, incluso las invita a la ópera en el Covent Garden para la representación de El barbero de Sevilla de Rossini.

### La inquilina de Wildfell Hall
Después Anne entraría de nuevo como institutriz, esta vez en casa del reverendo Edmund Robinson en Thorp cerca de York, repitiéndose, con las niñas, los mismos problemas que en el anterior desempeño de su labor docente, aunque en esta ocasión, pudo no solamente dominar a sus alumnas Bessy y Mary, sino que consiguió que las niñas le tomaran verdadero afecto y no la olvidaran nunca.

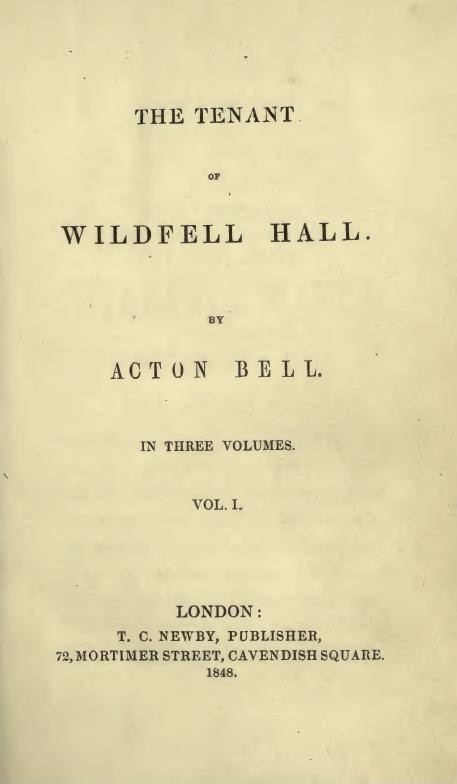
Portada de la 1.ª edición de «La inquilina de Wildfell Hall», 1848

La corta vida de Anne Brontë, desprovista de todo elemento romántico amoroso, se desliza melancólica entre sus clases, sus novelas, sus paseos por la playa de Scarborough en vacaciones, y el cuidado obsesivo que tenían las tres hermanas, Emily, Charlotte y Anne, por Branwell el niño mimado de la familia a quien se le toleraba cualquier cosa.
En el caso concreto de Anne, ella compartió con su hermano la enseñanza de los niños de la familia del reverendo Robinson. Lo introdujo personalmente allí con objeto de que diera clases de música al pequeño Edmund con el resultado desastroso de que Branwell se enamoró de Lydia Robinson, la madre de su discípulo. La pasión, que duró dos años y medio, ocasionó un verdadero drama familiar para los Brontë -por no hablar ya de los Robinson-: Branwell se dio a la bebida y al opio, sin posibilidad de enmienda.
El alcoholismo del joven Branwell serviría, no obstante, para que Anne escribiese la novela La inquilina de Wildfell Hall, criticada en su tiempo incluso por la propia Charlotte por considerarse que no era «apropiada», debido a la crudeza del tema, como literatura femenina.